# Кабата-Пендиас, Алина
Алина Каба́та-Пендиас (пол. Alina Kabata-Pendias; род. 1929, Польша) — польский учёный в области почвоведения и биогеохимии, автор классических монографий о микроэлементах в окружающей среде

## Биография
А. Кабата-Пендиас родилась в 1929 году в Барановичах, Польша. Степень кандидата наук получила в Институте почвоведения и растениеводства, в г. Пулавы, доктора наук — в Сельскохозяйственном Университете г. Люблина. С 1974 по 1993 гг. — профессор почвоведения в Институте почвоведения и растениеводства в Пулавах. В 2007 г. награждена Медалью Дюшофура Европейского Союза Геологических Наук. Сестра известного паразитолога и поэта Збигнева Кабата Скончалась 3 апреля 2019 г.

## Область научных интересов
Областью научных интересов профессора А. Кабаты-Пендиас являются:
- влияние процессов гипергенеза на распределение следовых элементов в почвенных минералах;
- расчет индексов выветривания горных пород;
- разработка и усовершенствование методов экстракции почвенного раствора;
- взаимосвязь между содержанием микроэлементов в почвенном растворе и растениях;
- влияние химических свойств почвы на распределение и формы микроэлементов в почвах;
- использование фитоиндикационных методов для оценки уровня загрязнения почв следовыми элементами;
- расчет критических нагрузок микроэлементов в сельскохозяйственных почвах.

Автор более 300 научных работ. Основные монографии А. Кабаты-Пендиас опубликованы на польском, английском и русском языках: «Биогеохимия следовых элементов» (1993, 1999), «Микроэлементы в почвах и растениях» (1984, 1989, 1992, 2001, 2010), «Микроэлементы: из почвы в организм человека» (2007).

## Публикации
- Кабата-Пендиас А., Пендиас X. Микроэлементы в почвах и растениях. — Москва: Мир, 1989. — 439 с.
- Кабата-Пендиас А. Проблемы современной биогеохимии микроэлементов // Российский химический журнал (Журнал Российского химического общества им. Д.И. Менделеева). — 2005. — Т. XLIX, № 3. — С. 15-19.
- Kabata-Pendias A., Mukherjee A. Trace Elements From Soil to Human. — Berlin; Heidelberg: Springer, 2007. — 561 с. — ISBN 3540327134.
- Kabata-pendias A., Galczynska B., Dudka S. Baseline zinc content of soils and plants in Poland (недоступная ссылка — история) // Environmental Geochemistry and Health. — 2005. — Vol. 11, № 1. — P. 19-24.
- Kabata-Pendias A. Trace Elements in Soils and Plants. 4th Edition. — Boca Raton, FL: Crc Press, 2010. — 548 с. — ISBN 978-1-4200-9368-1.
- Kabata-Pendias A., Szteke B. Pierwiastki Sladowe w Geo- i Biosferze. — Pulawy: IUNG-PIB, 2012. — 270 с. — ISBN 978-83-7562-120-4.